# 2e corps de chars de la Garde
Pour les articles homonymes, voir 2e corps et 24e corps.
Le 2e corps de chars de la Garde est un corps blindé de l'armée rouge de l'Union soviétique qui a servi pendant la Seconde Guerre mondiale sur le front de l'Est. Connue à l'origine sous le nom de 24e corps de chars, elle est de taille comparable à une Panzerdivision de la Wehrmacht mais demeure plus petite qu'une division blindée britannique pendant la Seconde Guerre mondiale. 
Elle s'est notamment distinguée lors du le raid sur Tatsinskaïa lors de l'opération Petit Saturne.
Après la guerre, le corps devient le 2e corps de chars de la Garde Tatsinskaïa en 1945. L'unité sert ensuite avec les forces d'occupation soviétiques en Europe centrale, sous le nom de 2e division de chars de la Garde.
Ses traditions sont aujourd'hui gardées par la 5e brigade de chars de la Garde.

## Seconde Guerre mondiale
Le 24e corps de chars est formé en 1942 lors du rétablissement du corps blindé en tant que formation de l'armée. L'unité est équipé d'un mélange de chars moyens T-34, T-60 légers, KV-1 lourds et M3 Stuart américain (prêt-bail). Le major général des forces blindées Vassili Badanov (en) est placé à sa tête. Le corps est affecté à la 6e armée et participe à l'opération défensive de Stalingrad sur le fleuve Don en juillet 1942, où il perd environ les deux tiers de ses chars. Sa 24e brigade motorisée mène des opérations offensives le long du Don avec la 25e division de fusiliers de la Garde (en).
Après la reconstruction[Quoi ?], le corps est affecté à la 3e armée de la Garde sous le commandement du général Dmitri Leliouchenko, pour participer à l'encerclement du groupe d'armées A dans l'opération Saturne pendant la bataille de Stalingrad.
Le 24e corps de chars se compose de la 4e brigade de chars de la Garde (colonel G. I. Kolipov), la 54e brigade de chars (colonel V. M. Poliakov), la 130e brigade de chars (colonel S. K. Nesterov) et la 24e brigade de fusiliers motorisés (colonel V. S. Savtchenko). Les unités de soutien comprennent la 13e compagnie d'ingénieurs miniers, la 158e base de réparation mobile et le corps ferroviaire.
Le corps mène le raid sur Tatsinskaïa lors de l'opération Petit Saturne du 16 au 28 décembre 1942, mais doit se replier de l'encerclement car menacé sous le couvert de l'obscurité. Une grande partie du matériel et de nombreux hommes sont perdus lors de l'opération, tout en causant de nombreux dommages aux Allemands. L'opération fut conçue pour forcer les Allemands à détourner des forces et les empêcher de soulager la 6e armée allemande piégée à Stalingrad. De nombreux avions de transport de la Luftwaffe seront détruits, avec leurs équipages et le personnel au sol pour la plupart tués. Le 24e corps de chars revendique la destruction de 84 chars, 106 canons, l'élimination de 12 000 soldats de l'Axe et la capture de près de 5 000 autres dans cette opération. Bien la majeure partie du 24e corps de chars est détruit dans cette opération sans soutien, elle est rebaptisée 2e corps de chars de la Garde et reçoit le titre honorifique « Tatsinskaïa ». Elle est également parmi les premiers récipiendaires de l'Ordre de Souvorov nouvellement créé pour cette opération. Après le raid, Badanov est promu général-lieutenant.
Au cours de l'année, à certains moments, le corps est affecté à la 1re armée de la Garde.

### 2ecorps de chars de la Garde

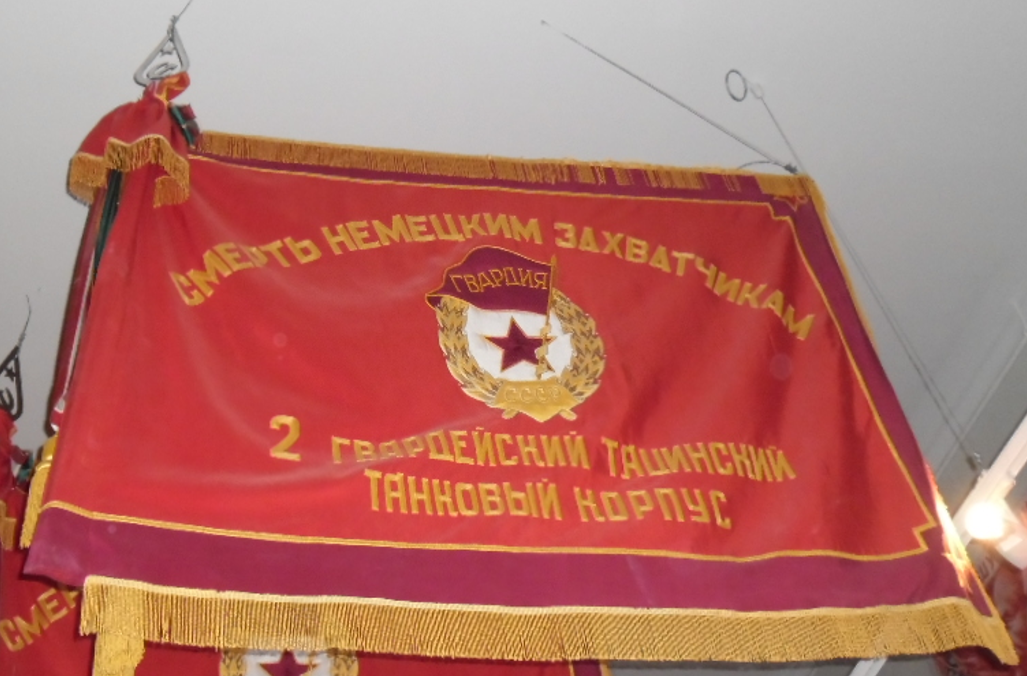
Drapeau du 2e corps de chars de la Garde.

Le 2e corps de chars est initialement basé sur les mêmes unités que le 24e corps de chars. Ses unités de combat individuelles sont également renommées et renumérotées en tant qu'unités de la Garde. Avec l'évolution de l'organisation et de l'équipement pendant la guerre, des unités supplémentaires sont ajoutées. En fonction des tâches spécifiques assignées au corps, des unités de la réserve du Haut Commandement Suprême (réserve Stavka) pourront être ajoutées pour l'aider à accomplir sa mission.
Lors de la bataille de Koursk, son ordre de bataille est le suivant :
Unités de combat principales (totalisant 187 chars à Prokohorovka) :
- 25e brigade de chars de la Garde
- 26e brigade de chars de la Garde
- 4e brigade de chars de la Garde
- 4e brigade de fusiliers motorisés de la Garde
- 47e régiment de chars révolutionnaires de la Garde
- 1500e régiment SU (artillerie automotrice)
- 1695e régiment antiaérien
- 273e régiment de mortier
- 755e bataillon antichar

Unités de soutien (non confirmées)
- Section de liaison aérienne (F. A. C.)
- 51e bataillon de sapeurs
- Corps ferroviaire

Durant l'année 1943, le corps combat lors de la troisième bataille de Kharkov et pendant la bataille de Prokhorovka à Koursk (où il subit de lourdes pertes) dans l'opération Polkovodets Roumiantsev et à la bataille de Smolensk. Le 31 août 1943, Badanov est remplacé par le major général des forces blindées Alexeï S. Bourdeïneï (en) ; Badanov est alors nommé commandant de la 4e armée de chars.

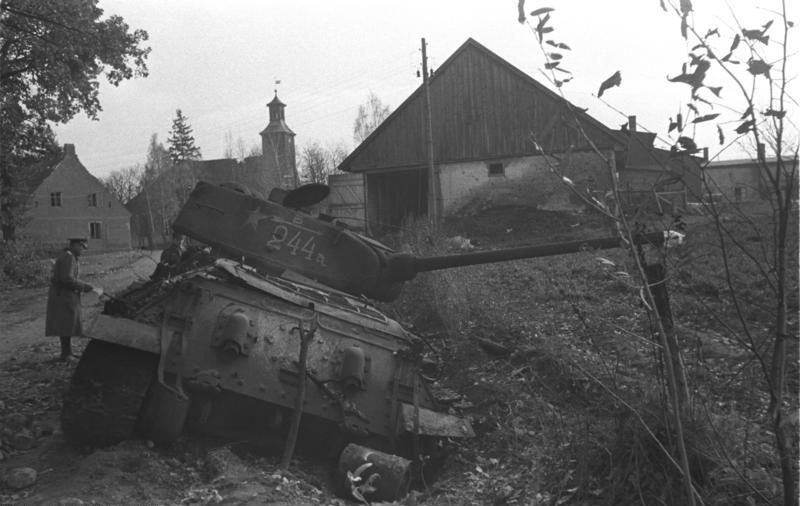
Un T-34/85 détruit de la 25e brigade de chars de la Garde du corps à Nemmersdorf, octobre 1944.

En 1944, le corps combat lors de l'opération Bagration, au cours de laquelle, lors de l'offensive de Minsk, la 4e brigade de chars de la Garde fut la première unité soviétique à entrer à Minsk. Le 11 février 1944, le commandant de corps Bourdeïneï est promu général-lieutenant. Le sergent de la Garde Maria Oktiabrskaïa reçoit le titre de héros de l'Union soviétique à titre posthume en 1945 pour ses actions dans les combats autour de Vitebsk en mars 1944. Le corps participe ensuite à l'offensive de la Baltique.
Pour les succès remportés lors de la libération de la capitale de la Biélorussie, le quartier général du corps, ainsi que les 4e, 25e, 26e (de la Garde) et 4e brigades de fusiliers motorisés de la Garde, par décret du Présidium du Soviet suprême de l'URSS du 23 juillet 1944, reçoivent l'Ordre du Drapeau rouge. La 4e brigade de chars de la Garde reçoit le titre honorifique « Minsk ».
Des membres du corps ont commis le tristement célèbre massacre de Nemmersdorf lors de l'opération Gumbinnen-Goldap, torturant et tuant des dizaines de civils allemands en octobre 1944.
Le corps est retiré dans la réserve du 3e front biélorusse le 2 décembre 1944. Il combat dans l'offensive d'Insterbourg-Königsberg, qui fait partie de l'offensive stratégique de Prusse-Orientale. Le corps est chargé de développer l'offensive à partir du matin du deuxième jour de l'offensive d'Insterbourg-Königsberg, sans s'enliser dans un combat prolongé avec les défenseurs allemands et en contournant rapidement les points forts, afin de capturer les grands carrefours autoroutiers de Groß Skaisgirren et de  Mehlawischken d'ici la fin du quatrième jour de l'opération. La percée du corps devra être exploitée par la 5e armée. Avant le début de l'offensive de Prusse-Orientale, le corps compte 187 T-34, 21 SU-76 et 21 SU-85 à 19 h 00 le 12 janvier 1945. Après avoir subi de lourdes pertes pendant l'offensive, le corps est retiré au front de réserve le 3 février et ne reverra plus le combat.

### Affectations en temps de guerre
En 1943, le corps est affecté à la 3e armée de chars et à la 5e armée de chars de la Garde, et en 1944 à la 11e armée de la Garde et à la 5e armée blindée de la Garde.

## Après-guerre

### 2edivision de chars de la Garde
Le 24 juillet 1945, le corps devient la 2e division de chars de la Garde à Pskov, qui fait partie du district militaire de Leningrad. Les brigades deviennent des régiments, qui conserve leur type et leur numéro. En 1947, la division déménage à Võru. Le 23 mai 1953, le 4e régiment de fusiliers motorisés de la Garde devient le 122e régiment mécanisé de la Garde. Le 873e régiment d'artillerie est créé à partir du 273e régiment de mortiers et du bataillon d'artillerie d'obusier. Le 79e bataillon de cyclomoteurs est converti en bataillon de reconnaissance. La 338e compagnie de défense chimique mixte est créé le même jour. En 1953, le 1695e régiment d'artillerie anti-aérienne est réduit en 14e bataillon d'artillerie anti-aérienne. La division déménage à Louga, dans l'oblast de Léningrad cette année-là. En avril 1955, le bataillon devient le 1108e régiment d'artillerie anti-aérienne. La division subit une réorganisation majeure en juin 1957. Le 25e régiment blindé de la Garde est dissous et le 26e régiment blindé de la Garde devient le 268e régiment blindé de la Garde. Le 90e régiment automoteur de chars lourds de la Garde abandonne la désignation « autopropulsé ». Le 122e régiment mécanisé de la Garde devient le 272e régiment de fusiliers motorisés de la Garde.
En 1960, le bataillon d'entraînement blindé de la division est dissous. En 1962, le 90e régiment de chars lourds de la Garde devient un régiment de chars moyen. Le 19 février 1962, le 139e bataillon de maintenance est activé avec le 201e bataillon de missiles. La division est transférée à Choybalsan en Mongolie en avril 1968 et fait partie de la 39e armée. Avant le déménagement, le 79e bataillon de reconnaissance est remplacé par le 86e bataillon de reconnaissance. Après l'arrivée de la division à Choybalsan, le 272e régiment de fusiliers motorisés de la Garde est remplacé par le 456e régiment de fusiliers motorisés. Le 51e bataillon de sapeurs de la Garde devient un bataillon de sapeurs-ingénieurs. En 1980, le bataillon de transport motorisé devient le 1084e bataillon d'approvisionnement en matériel. Au milieu des années 1980, la division remplace ses chars T-62 par des chars T-72 plus récents.
Les unités de la division en 1988 (avant leurs réductions) comprennent:
- Quartier général de la division, Choybalsan
- 1er bataillon indépendant de communications de la Garde
- 86e bataillon indépendant de reconnaissance
- 4e régiment de chars de la Garde
- 90e régiment de chars de la Garde
- 268e régiment de chars de la Garde
- 456e régiment de fusiliers motorisés
- 873e régiment d'artillerie
- 201e bataillon indépendant de missiles
- 1108e régiment de missiles anti-aériens
- 51e bataillon indépendant du génie-sapeur de la Garde
- 1084e bataillon indépendant d'approvisionnement en matériel
- 139e bataillon indépendant de maintenance et de récupération d'équipement
- 159e bataillon indépendant médical
- 338e compagnie de défense chimique

### Années 1990 etXXIesiècle
En mai 1990, la division est déplacée à Bezrechnaïa, dans l'oblast de Tchita, et devient une partie du 55e corps d'armée du district militaire de Sibérie. Elle reçoit le nouveau numéro d'unité militaire 49539, avant d'être réduite en 3742e base centrale de réserve de chars de la Garde en mars 2001. En 2005, celle-ci est dissoute.
Le 1er décembre 2001, la 245e division de fusiliers motorisés (en) hérite de la tradition, des honneurs et des récompenses de la 2e division de chars de la Garde, étant ensuite rebaptisée 245e division de fusiliers motorisés de la Garde. La 245e division est dissoute le 1er décembre 2005, avant d'être réactivée le 1er février 2006 en tant que 6e base de stockage d'armes et d'équipement de la Garde (troupes mécanisées) dans la ville de Goussinooziorsk de la république de Bouriatie.
À la suite de la réforme militaire russe de 2008, le titre honorifique « Tatsinskaïa » est de nouveau attribué à une organisation active (en juin 2009). La 6e base est dissoute et la bannière de bataille divisionnaire, le nom honorifique et les récompenses sont décernés à la 5e brigade de chars de la Garde nouvellement formée à Divizionnaïa, Oulan-Oudé. Des unités blindées et des éléments de la 5e division de chars de la Garde sont également utilisés pour former la nouvelle brigade.